# Austroeupatorium
Austroeupatorium, rod glavočika iz podtribusa Gyptidinae, dio tribusa Eupatorieae.

## Opis roda
Rod Austroeupatorium je južnoamerički rod koji je po tehničkim značajkama naizgled sličan Eupatoriumu iz Sjeverne Amerike i Azije. King i Robinson (1987) uključuju 13 vrsta u svoj popis za Austroeupatorium, uglavnom iz Brazila, Bolivije i Paragvaja, s jednom vrstom, A. inulaefolium, široko rasprostranjenoj u Južnoj Americi i adventivnoj (biljke što ih je čovjek namjerno ili slučajno prenio izvan njihove prirodne sredine) u Indoneziji i Šri Lanki.

## Vrste
1. Austroeupatorium albescens (Gardner) H.Rob.
2. Austroeupatorium apense (Chodat) R.M.King & H.Rob.
3. Austroeupatorium chaparense (B.L.Rob.) R.M.King & H.Rob.
4. Austroeupatorium cordatoacuminatum H.Rob.
5. Austroeupatorium decemflorum (DC.) R.M.King & H.Rob.
6. Austroeupatorium inulifolium (Kunth) R.M.King & H.Rob.
7. Austroeupatorium laetevirens (Hook. & Arn.) R.M.King & H.Rob.
8. Austroeupatorium morii R.M.King & H.Rob.
9. Austroeupatorium neglectum (B.L.Rob.) R.M.King & H.Rob.
10. Austroeupatorium paulinum (DC.) R.M.King & H.Rob.
11. Austroeupatorium petrophilum (B.L.Rob.) R.M.King & H.Rob.
12. Austroeupatorium picturatum (Malme) R.M.King & H.Rob.
13. Austroeupatorium rosmarinaceum (Cabrera & Vittet) R.M.King & H.Rob.
14. Austroeupatorium silphiifolium (Mart.) R.M.King & H.Rob.